# Boris Khesin
Boris A. Khesin (em Russo: Борис Аронович Хесин), nascido em 1964, é um matemático russo e canadense com ênfase em física matemática e análise global. Atualmente é professor na Universidade de Toronto.
Ele obteve seu Ph.D. pela Universidade Estatal de Moscou, em 1990, sob a supervisão de Vladimir Arnold.
Em 1997, Khesin foi condecorado pelo Prêmio André Aisenstadt.